# René Dorme
René Gaston Marie Dorme (30. ledna 1894 – 25. května 1917) byl devátý nejúspěšnější francouzský stíhací pilot první světové války s celkem 23 uznanými a 17 pravděpodobnými sestřely.
Všech svých sestřelů docílil v řadách proslulé escadrille N.3.
Zahynul 25. května 1917, když byl jeho SPAD S.VII sestřelen německým esem Heinrichem Krollem z Jasta 9.
Během války získal mimo jiné tato vyznamenání: Médaille militaire, Légion d'honneur a Croix de guerre.